# Springforbiplanen
Springforbiplanen var et langvarigt dansk planlægningsprojekt, der gik ud på at genoprette naturen nord for København omkring Springforbi og gøre den offentlig tilgængelig. Planområdet strækker sig fra Strandmøllen i nord til Trepilevej i syd. Mod øst afgrænses det af Øresund og med vest af Kystbanen.

## Historie
I slutningen af 1800-tallet var de bedste grunde i Springforbi og Jægersborg Dyrehave ud for Eremitageslottet langs kysten med adgang og udsigt til Øresund blevet erhvervet og bebygget af velhavende erhvervsfolk, herunder tidens prominente familier, såsom Bing, Daell, Salomonsen, Benzon etc. I 1930'erne blev det socialdemokratisk politik at generobre naturen i området ved gradvist at opkøbe de enorme villaer i området og rive dem ned. Der blev derfor tinglyst en førstekøbsret for staten på de relevante grunde i området. Siden 1937 lå naturfredningsmyndigheden under Statsministeriet, og statsminister Thorvald Stauning havde personligt stor interesse for naturen og medvirkede med Springforbiplanen aktivt til bl.a. at sikre, at københavnerne fik mulighed for at bade ved Øresundskysten. Andre drivkræfter i planen var Danmarks Naturfredningsforenings stifter Erick Struckmann og statsskovrider Henning Martensen-Larsen.
De første nedrivninger fandt sted i 1942, og den foreløbige park, under navnet Jægersborg Strandhave, blev åbnet for publikum 19. august 1943, og samtidig blev det tidligere landsted Beaulieu åbnet som restaurant. Beaulieu blev dog siden revet ned, i 1991. Derefter blev husene revet ned i takt med, at de blev sat til salg. Nedrivningerne var mere eller mindre tilfældige og har siden mødt kritik, da de huse, der faldt, herunder Havslunde (1855 af N.S. Nebelong) og Villa Brinken (1891 af Andreas Clemmensen) med nutidens blik var bevaringsværdige, mens de bevarede huse er mindre interessante.
Siden 1972 arbejdede man langsigtet ud fra opkøbsplaner.
Springforbiplanen blev revideret af det daværende Hovedstadsråd i 1983 og var resultatet af et samarbejde mellem Skovstyrelsen, Jægersborg Statsskovdistrikt, Fredningsstyrelsen, Lyngby-Taarbæk Kommune og Hovedstadsrådet. Ved Hovedstadsrådets nedlæggelse overgik planmyndigheden til Københavns Amt.
I 1995 udkom der en rapport, der evaluerede og reviderede planen.
I 2001 var der atter debat om projektet, da tre overlevende villaer – Taarbæklund (1930 af Povl Baumann), Nødebo, opr. Villa Solhejm, Strandvejen 787 (1908 af Cosmus Bræstrup for etatsråd, konsul Carl Norstrand) og Strandmøllebakken (1919 af Valdemar H. Hammer) – stod for tur til at skulle rives ned. Imidlertid valgte miljøminister Svend Auken at bevare husene, da der næsten ingen bygninger var tilbage.
I 2014 blev Nødebo revet ned, efter at der i 2012 var givet tilladelse fra Lyngby-Taarbæk Kommune.

## Tilbageværende huse
- Den Røde Cottage, Strandvejen 550 (1845, fredet)
- Stokkerup, Strandvejen 724 (1933-34 af Henning Hansen for farmaceut Bøje Benzon)
- Taarbæklund, Strandvejen 781 (1890'erne, ombygget 1930 af Povl Baumann for grosserer Christen Daell)
- Strandvejen 801 (ca. 1900)
- Strandmøllekroen, Strandvejen 808 (1850)
- Tvende Hus, Strandvejen 819 (1921)
- Hegnslund (en), Strandvejen 859 (1914-15 af Henning Hansen for forlægger Frederik Hegel, fredet)
- Strandmøllebakken, Strandvejen 863 (1916 af Valdemar H. Hammer for læderfabrikant Frederik Salomonsen)
- Strandvejen 881 (1895 og 1919)

## Resultater opgjort 1995
Af de i 1983 resterende 16 ejendomme i fremmed eje havde staten i 1994 købt de 12, således at der pr. 1. april 1994 kun resterede fire, nemlig tre mindre, private beboelser og Københavns Amts vejplads.
Pr. 1. april 1994 var der købt 23,7 ha af planens samlede areal på 24,38 svarende til godt 98%. Der er fra 1940 til 1994 anvendt 51 mio. kr. til erhvervelserne (uregulerede tal).

## Eksterne kilder
- PDF med Springforbiplanen 1995 (Webside ikke længere tilgængelig)
- Driftsplan for Jægersborg Statsskovdistrikt 1999-2013 (PDF)

55°47′51″N 12°35′08″Ø / 55.7975°N 12.5856°Ø